# Церковь Софии, Премудрости Божией (Тула)
Церковь Софии, Премудрости Божией — домовый православный храм при Тульской духовной семинарии.

## История
Церковь Святой Троицы появилась в 1829 году на третьем этаже семинарии. В 1861 году её перенесли на второй этаж и соорудили новый иконостас. В 1876—1877 годах здание семинарии было перестроено и правом крыле был сооружён новый большой храм, который был освящён в честь Святой Софии.
В начале 1918 года храм, как и вся семинария, были закрыты. В здании церкви размещался спортивный зал школы-интерната.
16 сентября 2001 года здание семинарии вернули Тульской епархии, началась его реконструкция. Восстановлены фасады и барабан с главкой бывшей домовой церкви. 6 декабря 2006 года состоялось освящение купола храма Святой Троицы.

## Источник
- Лозинский Р. Р. «Страницы минувшего».